# Саундтрек
Појам саундтрек изворно значи „звучна трака”; тонски запис музичке пратње филма, сценског дела, телевизијске серије итд.
Данас се под тим појмом најчешће подразумева само музика из филмова и видео-игара, која се често објављује посебно на саундтрек CD-овима. Разликује се од филмске музике по томе што не мора нужно да прати сцене из филма и пружа потпун доживљај и као засебан производ.
Понекад се музика снима само за филм (Грозница суботње вечери), а често садржи музику разних извођача како би тематски пратила филм.
Хенри Манчини, који је освојио награду Еми и два Гремија за свој саундтрек телевизијске серије Питер Ган, био је први композитор који је постигао велики успех међу широм публиком. И данас многи препознају тему из Питер Гана, иако им је изворна телевизијска серија непозната.